# Scoliacma pasteophara
Scoliacma pasteophara là một loài bướm đêm thuộc phân họ Arctiinae, họ Erebidae.